# Deluhi
I Deluhi sono stati un gruppo musicale visual kei giapponese, formato nel 2006 dal chitarrista Leda.

## Storia del gruppo
Nel 2008 Leda, già bassista della band power metal Galneryus, formò i Deluhi dalle ceneri della band Grave Seed, reclutando come cantante Juri, ex chitarrista dei Gāra. A completare la formazione vi erano Aggy, al basso, e Sujk, alla batteria. Si esibirono per la prima volta dal vivo nel febbraio 2008, e un mese più tardi pubblicarono il loro primo album in studio, dal titolo Surveillance. Nel 2009 parteciparono all'album J-Visual[ism] 2, raccolta di brani j-rock pubblicata dall'etichetta europea CLJ Records. A fine anno partirono per un tour nazionale in Giappone con i Matenrō Opera.
Nell'ottobre 2010 la band annunciò che si sarebbe presa una pausa dalle scene a partire dal 1º dicembre dello stesso anno, a seguito del completamento del loro concerto allo Shibuya O-East. Tuttavia, il 1º aprile 2011, i Deluhi annunciarono che si sarebbero sciolti dopo il loro ultimo tour nel luglio del 2011. Nel corso della loro carriera hanno pubblicato 3 album e una decina di singoli.
Dopo lo scioglimento il chitarrista Leda formò gli Undivide, il suo progetto da solista, al quale si unirono poi il batterista Sujk e il cantante Kihiro, ex membro dei Supe. Successivamente anche Sujk intraprese la carriera da solista nel 2012. Gli Undivide, invece, si sciolsero nel marzo del 2013. Nel frattempo Aggy aveva formato una nuova band chiamata Garson, la quale però si sciolse nel 2012 senza pubblicare alcunché. Nel gennaio del 2015, Leda formò la sua nuova band dal nome Far East Dizain, anche questa volta in collaborazione con il batterista Sujk.

## Formazione
- Juri (ジュリ?) - voce (2006–2011)
- Leda (レダ?) - chitarra (2006–2011)
- Aggy (アギー?) - basso (2006–2011)
- Sujk (スーク?) - batteria (2006–2011)

## Discografia

### Album
- 2008 - Surveillance
- 2009 - Yggdalive

### Raccolte
- 2011 - Vandalism

### Singoli
- 2008 - Orion Once Again
- 2008 - Visvarit
- 2008 - Mahadeva
- 2008 - Jagannath
- 2009 - No Salvation
- 2009 - Flash: B[l]ack
- 2009 - Two Hurt
- 2009 - Recall
- 2010 - Revolver Blast
- 2010 - Frontier
- 2010 - Farthest
- 2010 - Departure

### Album video
- 2010 - Live: Blitzkrieg
- 2011 - Live: Vandalism